# Спектр (фільм)
«Спектр» — фільм 2013 року.

## Зміст
Головний герой Корріган розслідує вбивство успішного кінорежисера Бреннера, з рідних залишилася тільки його дочка Еммі. Але як відомо, будь-яке вбивство не залишається безкарним. У тіні Лос-Анджелеса ховається сутність людей, але з приходом слави і багатства… вона оголюється, і тоді приходить він…